# موريس كروغمان
موريس كروغمان (بالإنجليزية: Morris Krugman)‏ هو عالم نفس أمريكي، ولد في 1899، وتوفي في 1993.